# Nóregs konungatal
Nóregs konungatal (Lista de Reis Noruegueses) é um poema escáldico islandês composto aproximadamente em 1190 e preservado no manuscrito do século XIV, Flateyjarbók. Consistindo de 83 estrofes, o poema foi composto pelo influente islandês Jón Loptsson e celebra sua descendência da família real norueguesa.